# Згар (Золотоніський район)
Згар — село в Україні, у Золотоніському районі Черкаської області. Входить до складу Золотоніської міської громади. У селі мешкає 1004 людей.

## Населення
За переписом населення України 2001 року в селі мешкали 990 особи.

### Мова
Розподіл населення за рідною мовою за даними перепису 2001 року:
| Мова       | Кількість | Відсоток |
| ---------- | --------- | -------- |
| українська | 972       | 98.18%   |
| російська  | 15        | 1.52%    |
| румунська  | 2         | 0.20%    |
| вірменська | 1         | 0.10%    |
| Усього     | 990       | 100%     |

## Релігія
У селі є греко-католицька громада, яка належить до Черкасько-Чернігівського протопресвітерства Київської архієпархії УГКЦ.

## Пам'ятки

### Природно-заповідний фонд
На північній околиці хутора Згар розташовано заповідне урочище місцевого значення Згар-Гришківське.

## Відомі люди
У селі народився поет та письменник Шамрай Микола Якович (8 грудня 1951 року). Закінчив Черкаський державний педагогічний інститут. Автор книг: „Великодній дзвін” (1993), „Доле, грішниця моя” (1994), „Рвані дороги в долоні моїй” (1999), „Хресний вік” (2004), „Клятва грому” (2013).